# Saskia Elemans
Saskia Elemans, née le 11 mars 1977 à Nimègue est une coureuse cycliste néerlandaise.

## Palmarès en cyclo-cross
- 2001-2002
  - Boxtel
- 2003-2004
  - 2e de Eindhoven
- 2004-2005
  - 2e de Olphoo
- 2006-2007
  - Woerden
  - 2e de Veghel-Eerde
  - 2e du Druivencross
  - 2e de Moergestel
  - 2e de Overijse
  - 3e du Azencross
- 2007-2008
  - Centrumcross
  - Harderwijk
  - Nieuwkuijk
  - Moergestel
  - 2e de Bunde
  - 2e de Benelux Cup
  - 2e de Woerden
  - 3e de Sluitingsprijs
  - 3e du championnat des Pays-Bas de cyclo-cross
- 2008-2009
  - Centrumcross
  - 3e du championnat des Pays-Bas de cyclo-cross
  - 6e du championnat d’Europe de cyclo-cross

## Palmarès en VTT
- 2003
  - 2e du championnat des Pays-Bas de VTT
- 2005
  - 3e du championnat des Pays-Bas de VTT marathon
- 2008
  - Apeldoorn

## Palmarès sur route
- 1995
  - 8e du championnat du monde sur route juniors
- 2008
  - 2e de Heuvelland Classic’’
- 2009
  - 3e de Heuvelland Classic’’